# Alfred Herrmann (Fußballspieler, 1929)
Alfred Herrmann (* 20. Juli 1929) ist ein ehemaliger deutscher Fußballspieler, der in den Jahren 1950 bis 1960 als Aktiver der Vereine Minerva 93 Berlin und Blau-Weiß 90 Berlin in der Berliner Stadtliga 179 Spiele absolviert und dabei 50 Tore erzielt hat.

## Laufbahn
In der Saison 1949/50 glückte den „Löwen“ aus Tiergarten, Minerva 93, aus der Berliner Kreisliga der Aufstieg in die Stadtliga. Im ersten Jahr der Vertragsliga, 1950/51, kam die Mannschaft von Trainer Paul Böhm auf den neunten Rang und der Allrounder – er lief als rechter Verteidiger wie auch im Angriff auf – „Mäcki“ Herrmann hatte 20 Spiele absolviert. Mit Trainer Paul Gehlhaar spielte sich Minerva in der Runde 1951/52 im Berliner Landespokal bis in das Halbfinale vor, in der Liga kämpfte man aber um den Klassenerhalt. Wiederum kam Herrmann auf 20 Einsätze. Die Runde 1952/53 eröffnete „Mäcki“ Herrmann in den ersten fünf Ligaspielen in der Verteidigung, dann rückte er in den Angriff zu Heinz Eckstein und Helmut Tschap nach vorne. Als am 14. Dezember 1952 im heimischen Poststadion Hertha BSC mit 4:0 geschlagen wurde, erzielte er als Halbrechts drei Tore. Am Rundenende hatte er in 24 Spielen 17 Treffer erzielt und damit die Torschützenkrone in Berlin erobert. In dieser Phase zeichnete er sich auch in der Berliner Stadtauswahl als Torschütze aus. Am 21. Dezember 1952 erzielte er in der 61. Spielminute den 1:1-Ausgleichstreffer in der Begegnung gegen Stockholm und am 27. April 1953 schoss er in der 51. Minute die Berliner vor 70.000 Zuschauern im Olympiastadion gegen Paris mit 2:0 in Führung. Im Jahr der Fußballweltmeisterschaft 1954 in der Schweiz bestätigte er mit 15 Treffern seine Torjägerqualitäten und feierte mit Minerva die Vizemeisterschaft in Berlin. Zur zweiten Vizemeisterschaft in der Runde 1955/56 steuerte er in 16 Spielen acht Tore bei. Nach der Runde 1957/58 verabschiedete er sich nach 135 Stadtligaspielen mit 46 Toren von Minerva 93 und wechselte zu Blau-Weiß 90 Berlin.
In zwei Runden absolvierte Alfred Herrmann von 1958 bis 1960 für Blau-Weiß 90 44 Stadtligaspiele mit vier Toren und beendete danach seine höherklassige Laufbahn.